# رونو سيشان
رونو سيشان (بالفرنسية: Renaud)‏ هو ملحن وكاتب فرنسي ولد في باريس في 11 ماي 1952.

## روابط خارجية
- رونو على موقع IMDb (الإنجليزية)
- رونو على موقع ألو سيني (الفرنسية)
- رونو على موقع ميوزك برينز (الإنجليزية)
- رونو على موقع أول موفي (الإنجليزية)
- رونو على موقع أول ميوزيك (الإنجليزية)
- رونو على موقع ديسكوغز (الإنجليزية)
- رونو على موقع قاعدة بيانات الفيلم (الإنجليزية)
- رونو على موقع كينوبويسك (الروسية)